# F700i
FOMA F700i（フォーマ・エフ なな まる まる アイ）は、富士通によって開発された、NTTドコモの第三世代携帯電話 (FOMA) 端末製品である。

## 概要
使用者のコーディネイト及びディスプレイに力点が置かれた設計・デザインになっている。
デコメールなど一通りの機能は備えられているが、カメラの画素数は同世代の競合種に比べ若干見劣り、アプリに関してもハードの性能的に制限が見られた。

## 仕様
- ハードウェア仕様
  - 形状：折りたたみ式
  - 外部メモリー：miniSD対応
  - カラー：ホワイト、ブラック、ピンクゴールド
  - サイズ：幅48mm×高さ100mm×奥行25mm
  - 重量：122g
  - 連続通話時間：約140分（音声電話時）、約90分（テレビ電話時）
  - 連続待受時間：約550時間（静止時）、約400時間（移動時）
  - メイン液晶：2.2インチ、240×320ドット、約26万色 TET
  - サブ液晶：0.9インチ、30×97ドット、 モノクロSTN
  - カメラ：メインCMOS約126万画素(有効画素数:約120万画素)、サブ約11万画素CMOS

## 歴史
- 2005年1月11日：電気通信端末機器審査協会 (JATE)通過
- 2005年1月12日：技術基準適合証明 (TELEC) 通過
- 2005年2月2日にN700i、P700i、SH700iと同時にドコモよりプレスリリースされた
- 2005年2月10日：発売開始